# Очковая классификация Джиро д'Италия Донне
Очковая классификация Джиро д’Италия Донне (итал. classifica a punti) — одна из вторичных классификаций женской итальянской многодневной шоссейной велогонки. Разыгрывается с 1988 года. Победитель определяется по сумме очков, набранных на финишах этапов и на промежуточных финишах. Лидер классификации носит цикламеновую майку.

## История
Классификация была учреждена в 1988 году, в год проведения первой женской Джиро д'Италия, и с тех пор определятся ежегодно. Первой победительницей стала представительница ГДР Петра Росснер. Рекорд принадлежит нидерландке Марианне Вос, победившей семь раз, их них пять раз подряд.
До 2011 года лидер классификации носил цикламеновую веломайку, как и на мужской Джиро д'Италия, которая была заменена в 2012 году на жёлтую майку. В 2013 году вернулись к традиционной цикламеновой майке.
Хронология маек:
- 1988—2011  цикламеновая
- в 20120000  жёлтая
- с 20130000  цикламеновая

## Регламент
Место в очковой классификации рассчитывается путём суммирования очков набранных на этапах. Если у двух или более велогонщиц одинаковое количество очков, место в классификации определяется по наибольшему числу побед на этапах, затем следует наибольшее количество побед на промежуточных финишах, за которыми следует более высокое место в генеральной классификации. Сошедшие с гонки спортсменки исключаются из зачёта. В конце гонки велогонщица возглавляющая очковую классификацию объявляется её победителем.
Очки получают первые велогонщицы, пересекающие финишную линию или линию промежуточного спринта, а также показавшие лучшие времена на прологе или индивидуальной гонке.

### Начисляемые очки
| Место | 1  | 2  | 3  | 4 | 5 | 6 | 7 | 8 | 9 | 10 |
| ----- | -- | -- | -- | - | - | - | - | - | - | -- |
| Очки  | 15 | 12 | 10 | 8 | 6 | 5 | 4 | 3 | 2 | 1  |

## Победители
| Год  | Points               |
| ---- | -------------------- |
| 1988 | Петра Росснер        |
| 1989 | Петра Росснер        |
| 1990 | Кэти Уотт            |
| 1993 | Луция Цберг          |
| 1994 | Имельда Кьяппа       |
| 1995 | Петра Росснер        |
| 1996 | Имельда Кьяппа       |
| 1997 | Диана Жилюте         |
| 1998 | Анна Уилсон          |
| 1999 | Светлана Бубненкова  |
| 2000 | Светлана Бубненкова  |
| 2001 | Николь Брендли       |
| 2002 | Зинаида Стагурская   |
| 2003 | Регина Шляйхер       |
| 2004 | Ойнон Вуд            |
| 2005 | Джорджа Бронцини     |
| 2006 | Сюзанн Юнгског       |
| 2007 | Марианна Вос         |
| 2008 | Ина-Йоко Тойтенберг  |
| 2009 | Клаудия Хойслер      |
| 2010 | Марианна Вос         |
| 2011 | Марианна Вос         |
| 2012 | Марианна Вос         |
| 2013 | Марианна Вос         |
| 2014 | Марианна Вос         |
| 2015 | Меган Гарнье         |
| 2016 | Меган Гарнье         |
| 2017 | Аннемик ван Влётен   |
| 2018 | Аннемик ван Влётен   |
| 2019 | Аннемик ван Влётен   |
| 2020 | Марианна Вос         |
| 2021 | Анна Ван дер Брегген |
| 2022 | Аннемик ван Влётен   |
| 2023 | Аннемик ван Влётен   |
| 2024 | Лотте Копеки         |
| 2025 | Лорена Вибес         |